# Xenapamea pacifica
Xenapamea pacifica là một loài bướm đêm trong họ Noctuidae.